# الشعيب (حبيش)

تعديل مصدري - تعديل

الشعيب محلة تابعة لقرية المنزل، التابعة لعزلة بني معين بمديرية حبيش إحدى مديريات محافظة إب في الجمهورية اليمنية، بلغ تعداد سكانها 29 حسب تعداد اليمن لعام 2004.